# Naohito Hirai
Naohito Hirai (født 16. juli 1978) er en japansk fodboldspiller.